# Melanoplus
Genre
Melanoplus est un genre de sauterelles de la famille des Acrididae. Ces espèces se rencontrent essentiellement en Amérique du Nord mais également en Eurasie.

## Description
Les plus grandes espèces de ce genre peuvent mesurer jusqu'à 5 cm de longueur. Elles sont de couleur unie, brune, grisâtre ou jaunâtre. De nombreuses espèces sont très similaires et difficiles à différencier. Certaines arborent des motifs complexes et colorés, d'autres sont ternes. La plupart hivernent sous forme d'œufs.
Elles se nourrissent de graminées de toutes sortes, de cultures agricoles feuillues et herbeuses, de plantes de jardin où elle mangent les feuilles et parfois les fruits, les fleurs et les bourgeons, mais également l'écorce des arbres. Nombre des sauterelles nuisibles agricoles les plus connues appartiennent à ce genre, notamment le Criquet des montagnes Rocheuses (Melanoplus spretus), l'insecte ravageur le plus important des Grandes Plaines du 19e siècle, aujourd'hui disparu.

## Répartition
Elles sont largement réparties en Eurasie et en Amérique du Nord, la majorité des espèces se trouvant en Amérique du Nord. Certaines espèces sont des « criquets migrateurs » en Amérique du Nord.

## Liste des espèces
Selon GBIF (21 juillet 2025) :
- Melanoplus ablutus Scudder, 1899
- Melanoplus acidocercus Hebard, 1919
- Melanoplus acrophilus Hebard, 1935
- Melanoplus adapi Otte, 2012
- Melanoplus adelogyrus Hubbell, 1932
- Melanoplus adox Otte, 2012
- Melanoplus aix Otte, 2012
- Melanoplus alabamae Hebard, 1920
- Melanoplus alector Otte, 2012
- Melanoplus alexanderi Hilliard, 2001
- Melanoplus alpinus Scudder, 1897
- Melanoplus altitudinum (Scudder, 1878)
- Melanoplus andreasi Otte, 2012
- Melanoplus angularis Little, 1932
- Melanoplus angustipennis (Dodge, 1877)
- Melanoplus apache Otte, 2012
- Melanoplus apalachicolae Hubbell, 1932
- Melanoplus arcanus Otte, 2012
- Melanoplus aridus (Scudder, 1878)
- Melanoplus arizonae Scudder, 1878
- Melanoplus arkansas Hill, 2015
- Melanoplus artemesiae Scudder, 1897
- Melanoplus artemisiae Scudder, 1897
- Melanoplus ascensor (Scudder, 1897)
- Melanoplus ascensus Scudder, 1899
- Melanoplus aspasmus Hebard, 1919
- Melanoplus aster Otte, 2012
- Melanoplus atangi Otte, 2012
- Melanoplus attenuatus Scudder, 1897
- Melanoplus bakeri Hebard, 1932
- Melanoplus balcones Hill, 2023
- Melanoplus baldi Otte, 2012
- Melanoplus baronei Hill, 2015
- Melanoplus basifer (Walker, 1870)
- Melanoplus beameri Hebard, 1932
- Melanoplus benni Otte, 2002
- Melanoplus bernardinae Hebard, 1920
- Melanoplus betangi Otte, 2012
- Melanoplus billyharrisi Hill, 2015
- Melanoplus birchimi Rentz, 1978
- Melanoplus bispinosus Scudder, 1897
- Melanoplus bivittatus (Say, 1825)
- Melanoplus bohemani (Stål, 1878)
- Melanoplus bonita Otte, 2012
- Melanoplus borealis (Fieber, 1853)
- Melanoplus boulderensis Otte, 2012
- Melanoplus bowditchi Scudder, 1878
- Melanoplus bruneri Scudder, 1897
- Melanoplus buxtoni Strohecker, 1963
- Melanoplus calidus Scudder, 1899
- Melanoplus cameronis Roberts, 1947
- Melanoplus cancri Scudder, 1897
- Melanoplus cantralli Dakin, 1966
- Melanoplus carharti McNary, 2018
- Melanoplus carinae Otte, 2012
- Melanoplus carnegiei Morse, 1904
- Melanoplus caroli Gurney & Helfer, 1960
- Melanoplus carolinensis Hill, 2015
- Melanoplus carrabellae Otte, 2012
- Melanoplus cedarense Otte, 2012
- Melanoplus celatus Morse, 1904
- Melanoplus chattahoochee Hill, 2015
- Melanoplus cherokee Hebard, 1935
- Melanoplus chichimecus Fontana & Buzzetti, 2007
- Melanoplus childsi Otte, 2012
- Melanoplus chimariki Gurney & Buxton, 1963
- Melanoplus chiricahuae Hebard, 1922
- Melanoplus chumash Rentz, 1978
- Melanoplus cimatario Fontana & Buzzetti, 2007
- Melanoplus cinereus Scudder, 1878
- Melanoplus clypeatus (Scudder, 1877)
- Melanoplus cohni Hill, 2015
- Melanoplus comanche Hill, 2023
- Melanoplus complanatipes Scudder, 1897
- Melanoplus confusus Scudder, 1897
- Melanoplus coreyi Hill, 2015
- Melanoplus corniculatus Hill, 2023
- Melanoplus culebra Otte, 2012
- Melanoplus cumbres Otte, 2012
- Melanoplus cuneatus Scudder, 1897
- Melanoplus daemon Strohecker, 1963
- Melanoplus dakini Hilliard, 2001
- Melanoplus davisi (Hebard, 1918)
- Melanoplus dawsoni (Scudder, 1875)
- Melanoplus debilis Scudder, 1899
- Melanoplus deceptus Morse, 1904
- Melanoplus decoratus Morse, 1904
- Melanoplus decorus Scudder, 1897
- Melanoplus decurvus Hill, 2015
- Melanoplus delano Otte, 2012
- Melanoplus desultorius Rehn, 1907
- Melanoplus devastator Scudder, 1878
- Melanoplus devius Morse, 1904
- Melanoplus diablo Rentz, 1978
- Melanoplus differentialis (Thomas, 1865)
- Melanoplus digitifer Hebard, 1936
- Melanoplus dimidipennis Bruner, 1904
- Melanoplus diminutus Scudder, 1897
- Melanoplus discolor (Scudder, 1878)
- Melanoplus divergens Morse, 1904
- Melanoplus dodgei (Thomas, 1871)
- Melanoplus douglasi Otte, 2012
- Melanoplus eccentricus Otte, 2012
- Melanoplus edeva Rentz, 1978
- Melanoplus elaphrus Strohecker, 1963
- Melanoplus elater Strohecker, 1963
- Melanoplus elkhornense Otte, 2012
- Melanoplus empusa Otte, 2012
- Melanoplus eremitus Strohecker, 1963
- Melanoplus eumera Hebard, 1920
- Melanoplus eurycercus Hebard, 1920
- Melanoplus fasciatus (Walker, 1870)
- Melanoplus femurnigrum Scudder, 1899
- Melanoplus femurrubrum (De Geer, 1773)
- Melanoplus flabellatus (Scudder, 1878)
- Melanoplus flavidus Scudder, 1878
- Melanoplus flechado Otte, 2012
- Melanoplus foedus Scudder, 1878
- Melanoplus folkertsi Hill, 2015
- Melanoplus forcipatus Hubbell, 1932
- Melanoplus foxi Hebard, 1923
- Melanoplus franciscanus Scudder, 1899
- Melanoplus francisdrakei Otte, 2012
- Melanoplus francoisensis Hill, 2015
- Melanoplus fricki Strohecker, 1960
- Melanoplus fultoni Hebard, 1922
- Melanoplus furcatus Scudder, 1897
- Melanoplus gaspesiensis Vickery, 1970
- Melanoplus gladstoni Scudder, 1897
- Melanoplus glaucipes (Scudder, 1875)
- Melanoplus glymma Otte, 2012
- Melanoplus goedeni Gurney & Buxton, 1968
- Melanoplus gothicus Otte, 2012
- Melanoplus gracilipes Scudder, 1897
- Melanoplus gracilis (Bruner, 1876)
- Melanoplus gurneyi Strohecker, 1960
- Melanoplus haigi Gurney & Buxton, 1968
- Melanoplus harperi Gurney & Buxton, 1965
- Melanoplus hatu Otte, 2012
- Melanoplus herbaceus Bruner, 1893
- Melanoplus hesperus Hebard, 1919
- Melanoplus hilliardi Otte, 2012
- Melanoplus hinei Thomas, 1930
- Melanoplus hubbelli Hebard, 1935
- Melanoplus hupah Strohecker & Helfer, 1963
- Melanoplus huporeus Hebard, 1919
- Melanoplus huroni Blatchley, 1898
- Melanoplus idaho Hebard, 1935
- Melanoplus illash Otte, 2012
- Melanoplus immunis Scudder, 1899
- Melanoplus impudicus Scudder, 1897
- Melanoplus imtenda Otte, 2012
- Melanoplus imto Otte, 2012
- Melanoplus inconspicuus Caudell, 1902
- Melanoplus indicifer Hubbell, 1933
- Melanoplus indigens Scudder, 1897
- Melanoplus infantilis Scudder, 1878
- Melanoplus ingrami Hill, 2010
- Melanoplus irwinorum Hill, 2015
- Melanoplus islandicus Blatchley, 1898
- Melanoplus ixalus Otte, 2012
- Melanoplus jakei Otte, 2012
- Melanoplus janus Otte, 2012
- Melanoplus jenniferae Otte, 2012
- Melanoplus jessicae Otte, 2012
- Melanoplus jillae Otte, 2012
- Melanoplus juvencus Scudder, 1897
- Melanoplus kasadi Gurney & Buxton, 1968
- Melanoplus keeleri Thomas, 1874
- Melanoplus keiferi Gurney & Buxton, 1963
- Melanoplus kendalli Otte, 2012
- Melanoplus kennicottii Scudder, 1878
- Melanoplus kissimmee Otte, 2012
- Melanoplus knowlesi Otte, 2012
- Melanoplus lakinus (Scudder, 1878)
- Melanoplus lanthanus Hewitt & Skoog, 1970
- Melanoplus lapollai Otte, 2012
- Melanoplus latah Otte, 2012
- Melanoplus latifercula Caudell, 1903
- Melanoplus latus Morse, 1906
- Melanoplus laurelae Otte, 2012
- Melanoplus lemhiensis Hebard, 1935
- Melanoplus lemurus Otte, 2012
- Melanoplus lepidus Scudder, 1897
- Melanoplus ligneolus Scudder, 1899
- Melanoplus lilianae Otte, 2002
- Melanoplus lindemanni Hill, 2020
- Melanoplus lithophilus Gurney & Buxton, 1965
- Melanoplus littoralis Roberts, 1942
- Melanoplus lolo Otte, 2012
- Melanoplus longicornis (Saussure, 1861)
- Melanoplus longipsolus Rentz, 1978
- Melanoplus lovetti Fulton, 1930
- Melanoplus ludivinae Fontana, Buzzetti & Mariño-Pérez, 2011
- Melanoplus macclungi Rehn, 1946
- Melanoplus madeleineae Vickery & Kevan, 1977
- Melanoplus magdalenae Hebard, 1935
- Melanoplus mancus (Smith, 1868)
- Melanoplus mantua Otte, 2012
- Melanoplus marginatus (Scudder, 1876)
- Melanoplus marshallii (Thomas, 1875)
- Melanoplus mastigiphallus Strohecker, 1941
- Melanoplus mcnaryi Otte, 2012
- Melanoplus meridae Roberts, 1942
- Melanoplus meridionalis Scudder, 1897
- Melanoplus mexicanus (Saussure, 1861)
- Melanoplus microtatus Hebard, 1919
- Melanoplus middlekauffi Rentz, 1978
- Melanoplus mirus Rehn & Hebard, 1916
- Melanoplus mississippi Hill, 2015
- Melanoplus missoulae Hebard, 1936
- Melanoplus mixes Fontana, Buzzetti & Mariño-Pérez, 2011
- Melanoplus mogollona Otte, 2012
- Melanoplus molothrus Otte, 2012
- Melanoplus montanus (Thomas, 1873)
- Melanoplus morsei Blatchley, 1903
- Melanoplus muricolor Strohecker, 1960
- Melanoplus murieta Rentz, 1978
- Melanoplus muscogee Hill, 2015
- Melanoplus nanciae Deyrup, 1997
- Melanoplus nanus Scudder, 1899
- Melanoplus napa Otte, 2012
- Melanoplus nelsoni Hill, 2023
- Melanoplus neomexicanus Scudder, 1902
- Melanoplus nigrescens (Scudder, 1877)
- Melanoplus nitidus Scudder, 1897
- Melanoplus nossi Hill, 2014
- Melanoplus novato Rentz, 1978
- Melanoplus nubilus Rehn & Hebard, 1916
- Melanoplus nufioi Otte, 2012
- Melanoplus oaxacae Fontana, Buzzetti & Mariño-Pérez, 2011
- Melanoplus obespsolus Rentz & Weissman, 1981
- Melanoplus obex Otte, 2012
- Melanoplus occidentalis (Thomas, 1872)
- Melanoplus ohadi Otte, 2012
- Melanoplus oklahomae Hebard, 1937
- Melanoplus olamentke Hebard, 1920
- Melanoplus optimus Hill, 2015
- Melanoplus ordwayae Deyrup, 1997
- Melanoplus oregonensis (Thomas, 1875)
- Melanoplus oregonis Otte, 2012
- Melanoplus oreophilus Hebard, 1920
- Melanoplus ostentus Gurney & Buxton, 1968
- Melanoplus ottei Hill, 2015
- Melanoplus ouachita Hill, 2015
- Melanoplus ourayensis Otte, 2012
- Melanoplus ozarkensis Hill, 2015
- Melanoplus pachycercus Hebard, 1935
- Melanoplus packardii Scudder, 1878
- Melanoplus pahgre Otte, 2012
- Melanoplus papoosense Otte, 2012
- Melanoplus papyraedus Strohecker, 1963
- Melanoplus parvus Barrientos-Lozano & Rocha-Sánchez, 2013
- Melanoplus payettei Hebard, 1936
- Melanoplus peatus Otte, 2012
- Melanoplus pegasus Hebard, 1919
- Melanoplus peninsularis Hubbell, 1932
- Melanoplus perezi Otte, 2012
- Melanoplus phobetico Otte, 2012
- Melanoplus picropidzae Hebard, 1937
- Melanoplus pictus Scudder, 1897
- Melanoplus pinaleno Hebard, 1937
- Melanoplus pinicola Fulton, 1930
- Melanoplus platycercus Hebard, 1920
- Melanoplus plebejus (Stål, 1878)
- Melanoplus ponderosus (Scudder, 1875)
- Melanoplus prescotti Otte, 2012
- Melanoplus primaestivus Dakin, 1966
- Melanoplus propinquus Scudder, 1897
- Melanoplus puer (Scudder, 1878)
- Melanoplus punctulatus (Uhler, 1862)
- Melanoplus pygmaeus Davis, 1915
- Melanoplus pyro Otte, 2012
- Melanoplus quercicola (Hebard, 1918)
- Melanoplus querneus Rehn & Hebard, 1916
- Melanoplus reflexus Scudder, 1897
- Melanoplus regalis (Dodge, 1876)
- Melanoplus rehni Hebard, 1920
- Melanoplus relictus Hill, 2015
- Melanoplus rentzi Otte, 1995
- Melanoplus repetinus Hebard, 1935
- Melanoplus reyesensis Rentz, 1978
- Melanoplus rileyanus Scudder, 1897
- Melanoplus rosor Otte, 2012
- Melanoplus rotundipennis (Scudder, 1878)
- Melanoplus rotunipennis
- Melanoplus rugglesi Gurney, 1949
- Melanoplus rusticus (Stål, 1878)
- Melanoplus salmonis Hebard, 1935
- Melanoplus saltator Scudder, 1897
- Melanoplus sanguinipes (Fabricius, 1798)
- Melanoplus savannah Hill, 2015
- Melanoplus scapularis Rehn & Hebard, 1916
- Melanoplus scitulus Scudder, 1897
- Melanoplus scudderi (Uhler, 1864)
- Melanoplus sebringi Otte, 2012
- Melanoplus seltzerae Hill, 2015
- Melanoplus seminole Hubbell, 1932
- Melanoplus serrulatus Hebard, 1937
- Melanoplus shoshoni Otte, 2012
- Melanoplus similis Morse, 1904
- Melanoplus siskiyou Strohecker, 1963
- Melanoplus snowii Scudder, 1897
- Melanoplus sol Otte, 2012
- Melanoplus solitarius Buzzetti, Barrientos-Lozano & Fontana, 2010
- Melanoplus solitudinis Hebard, 1935
- Melanoplus sonomaensis Caudell, 1905
- Melanoplus spearmani Otte, 2012
- Melanoplus splendidus Hebard, 1920
- † Melanoplus spretus (Walsh, 1866)
- Melanoplus stegocercus Rehn & Hebard, 1916
- Melanoplus stipes Otte, 2012
- Melanoplus stonei Rehn, 1904
- Melanoplus strumosus Morse, 1904
- Melanoplus stupefactus (Scudder, 1876)
- Melanoplus sumichrasti (Saussure, 1861)
- Melanoplus susdentatus Hill, 2023
- Melanoplus sutanex Otte, 2012
- Melanoplus sylvaticus McNeill, 1899
- Melanoplus sylvestris Morse, 1904
- Melanoplus symmetricus Morse, 1904
- Melanoplus taurus Hill, 2015
- Melanoplus tendoyense Otte, 2012
- Melanoplus tepidus Morse, 1906
- Melanoplus tequestae Hubbell, 1932
- Melanoplus terminalis Scudder, 1897
- Melanoplus texanus (Scudder, 1878)
- Melanoplus texarkana Hill, 2015
- Melanoplus texensis Hart, 1906
- Melanoplus thomasi Scudder, 1897
- Melanoplus tincupense Otte, 2012
- Melanoplus tonkawa Hill, 2023
- Melanoplus torridus Roberts, 1947
- Melanoplus trachodes Barrientos-Lozano & Rocha-Sánchez, 2013
- Melanoplus triangularis Hebard, 1928
- Melanoplus tribuloides Morse, 1906
- Melanoplus tribulus Morse, 1904
- Melanoplus trigeminus Strohecker, 1963
- Melanoplus trinitense Otte, 2012
- Melanoplus tristis Bruner, 1904
- Melanoplus truncatus Scudder, 1899
- Melanoplus tuberculatus Morse, 1906
- Melanoplus tumidicercus Hubbell, 1932
- Melanoplus tunicae Hebard, 1920
- Melanoplus turnidicercus
- Melanoplus uinta Otte, 2012
- Melanoplus unguicercus Deyrup, 1995
- Melanoplus utahensis Scudder, 1897
- Melanoplus validus Scudder, 1899
- Melanoplus viola Thomas, 1876
- Melanoplus virgatus Scudder, 1897
- Melanoplus viridipes Scudder, 1897
- Melanoplus vulnus Eades, 1959
- Melanoplus wai Otte, 2012
- Melanoplus walkeri Hill, 2023
- Melanoplus walshii Scudder, 1897
- Melanoplus wappo Rentz, 1978
- Melanoplus warneri Little, 1929
- Melanoplus washingtonius (Bruner, 1885)
- Melanoplus wilsoni Gurney, 1960
- Melanoplus wintunus Strohecker & Helfer, 1963
- Melanoplus withingtoni Otte, 2012
- Melanoplus withlacoocheensis Squitier & Deyrup, 1998
- Melanoplus xenus Otte, 2012
- Melanoplus yarrowii (Thomas, 1875)
- Melanoplus zabro Otte, 2012
- Melanoplus zento Otte, 2012
- Melanoplus zeus Otte, 2012

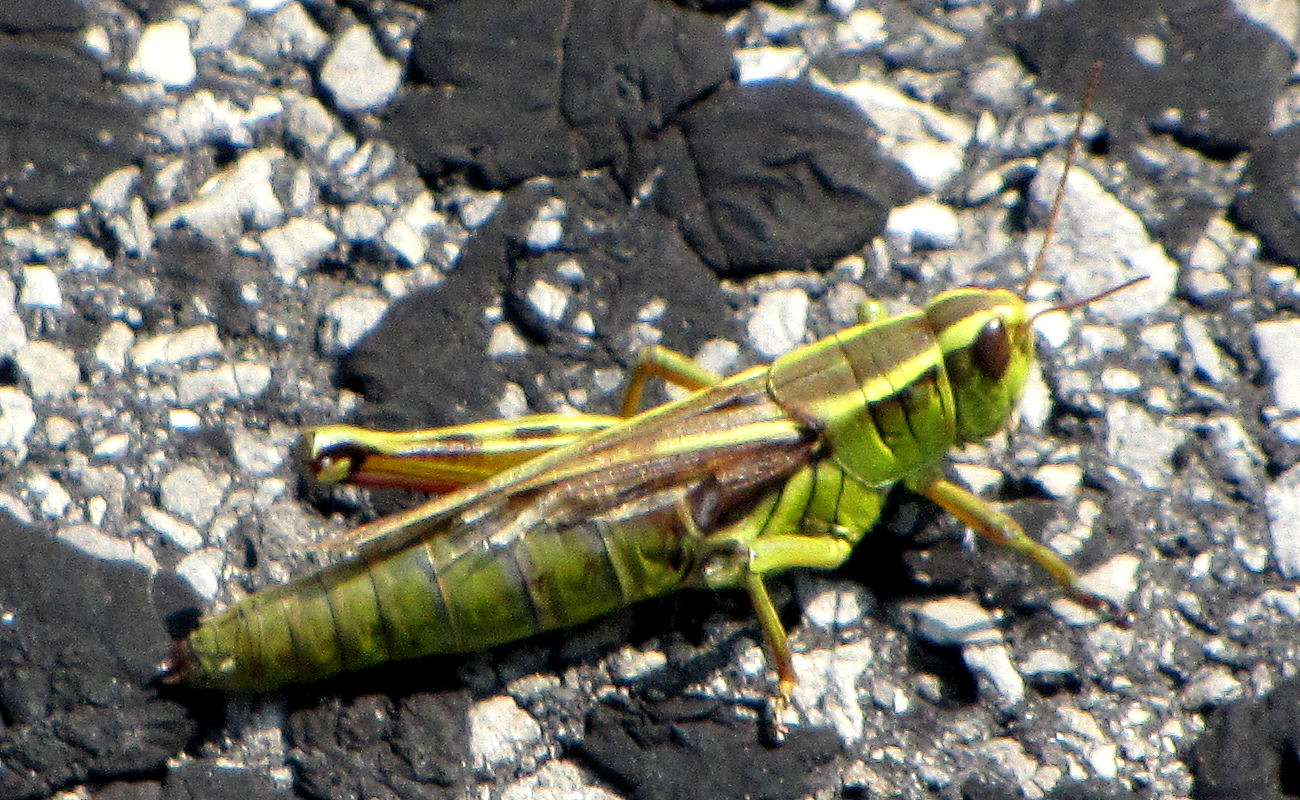
Melanoplus bivittatus
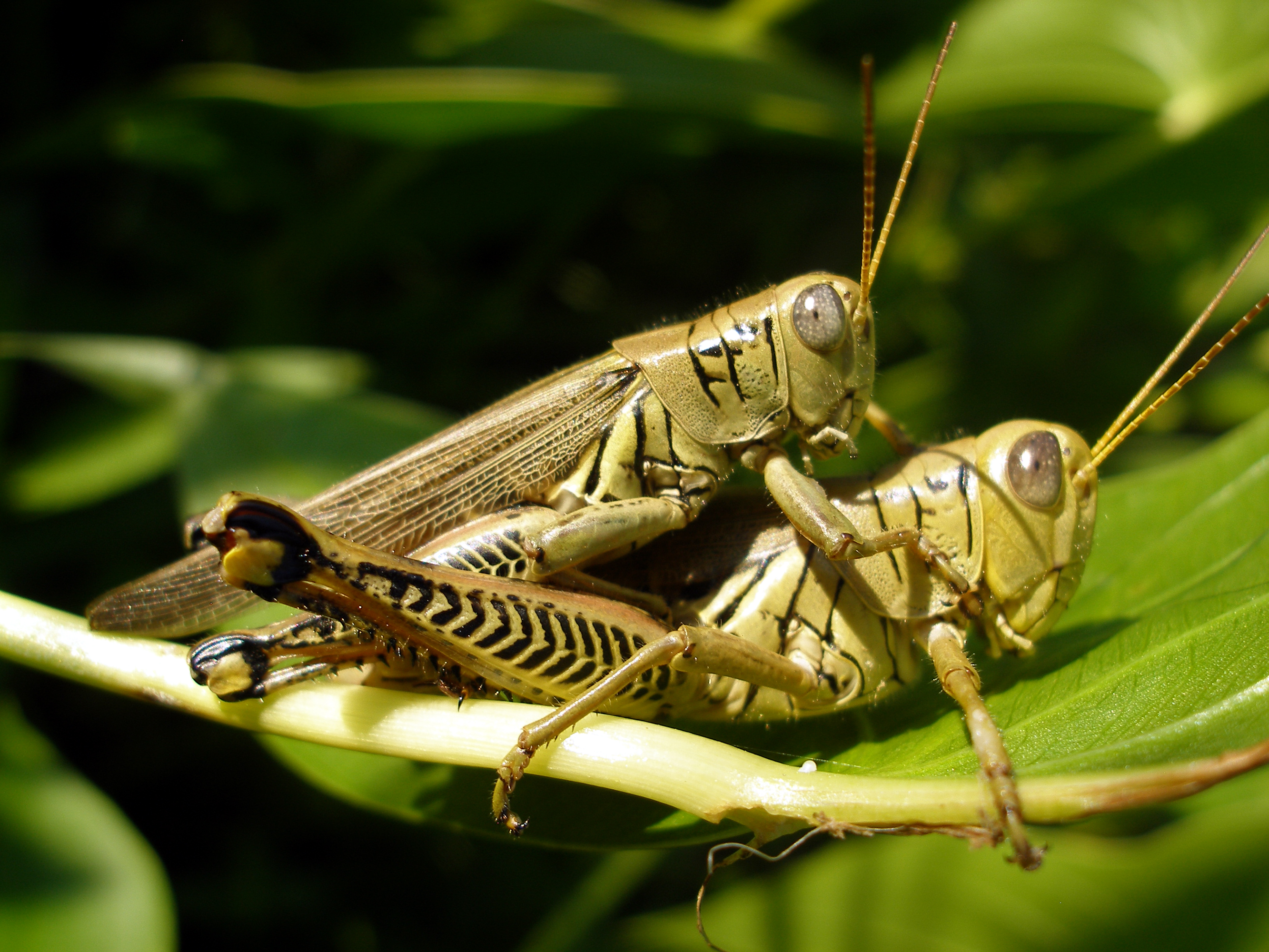
Melanoplus differentialis
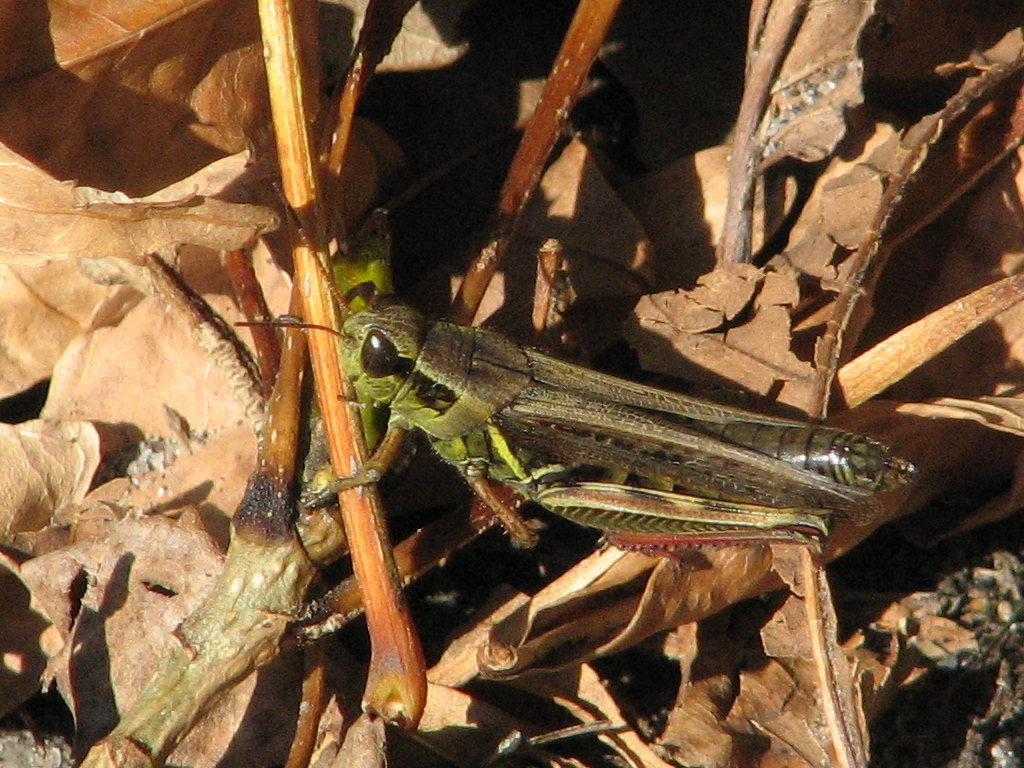
Melanoplus femurrubrum

## Systématique
Le nom valide complet (avec auteur) de ce taxon est Melanoplus Stål, 1873,,. Son espèce type est Melanoplus femurrubrum.
Melanoplus a pour synonymes :
- Aeoloplus Scudder, 1897
- Monopterus Fischer von Waldheim, 1846

### Publication originale
- (fr + la) C. Stål, Recensio orthopterorum : revue critique des orthoptères décrits par Linné, De Geer et Thunberg, vol. 1, Stockholm, P.A. Norstedt, 1873, 153 p. (lire en ligne), p. 79.